# Rollergirl

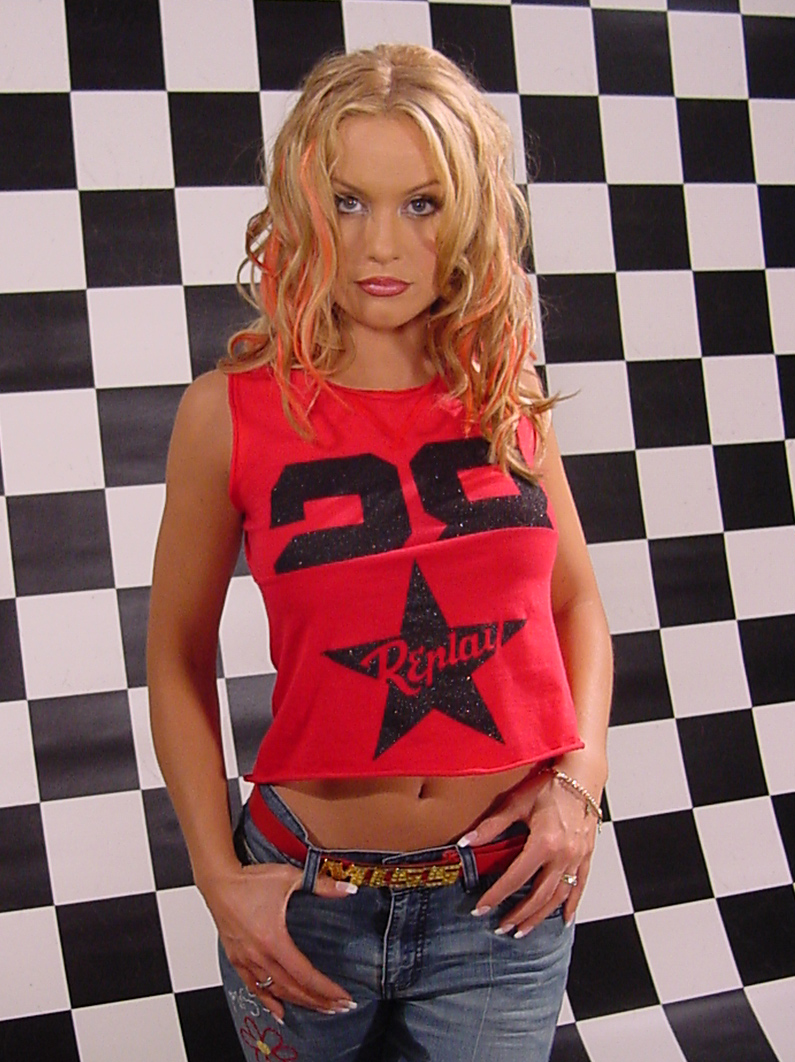
Rollergirl während Videoaufnahmen zu Close to You (2001)

Rollergirl (* 19. November 1975 in Lünen als Nicole Safft) ist eine deutsche Sängerin. Sie war insbesondere mit ihren Singles Dear Jessie und Luv U More erfolgreich.

## Biografie
Nicole Safft war in ihrer Kindheit in einem Rollschuhklub tätig und wurde von dem deutschen Musikproduzenten Alex Christensen auf Mallorca entdeckt und für Probeaufnahmen engagiert. Er produzierte mit ihr 1999 als Sängerin zunächst E-Cyas Are U Real?, danach den Song Dear Jessie, eine Coverversion des gleichnamigen Madonna-Hits aus dem Jahr 1989, mit der sie vor allem im Vereinigten Königreich als Eröffnungslied einer Technoparade erste Erfolge erzielen konnte. Dort trat sie unter dem Pseudonym Nicci Juice auf. Der Name ihres Projektes, Rollergirl, war von Heather Grahams Rolle als naive, junge Pornodarstellerin in dem Film Boogie Nights inspiriert. Anfangs wollte Safft nicht in den Musikvideos mitwirken, deshalb gibt es zwei Versionen von Dear Jessie. Es folgte das Sunscreem-Cover Luv U More, das bereits früher in Italien veröffentlicht worden war, und das Bangles-Cover Eternal Flame. Im Jahr 2000 kam ihr erstes Album Now I’m Singin’… And The Party Keeps On Rollin’ heraus, in Dänemark erschien die Single You Make Me Feel Like Dancing. Ihre nächste Single, der Disco-Hit Superstar, wurde 2001 auf einer revidierten Fassung ihres Albums veröffentlicht. Im selben Jahr folgte die nächste Single Close To You sowie im Jahre 2002 Geisha Dreams. Seither wurden keine Platten mehr unter dem Namen Rollergirl herausgebracht.
Nicole Safft war auch an der Seite von Daniel Hartwig als Moderatorin für die RTL-II-Sendungen The Dome und Megaman 2002 tätig.
Safft ist heute mit ihrem ehemaligen Produzenten Alex Christensen verheiratet. Sie haben einen gemeinsamen Sohn Tiger Christensen (* 2003), der als Golf-Nachwuchsspieler tätig ist.

## Diskografie

### Studioalben

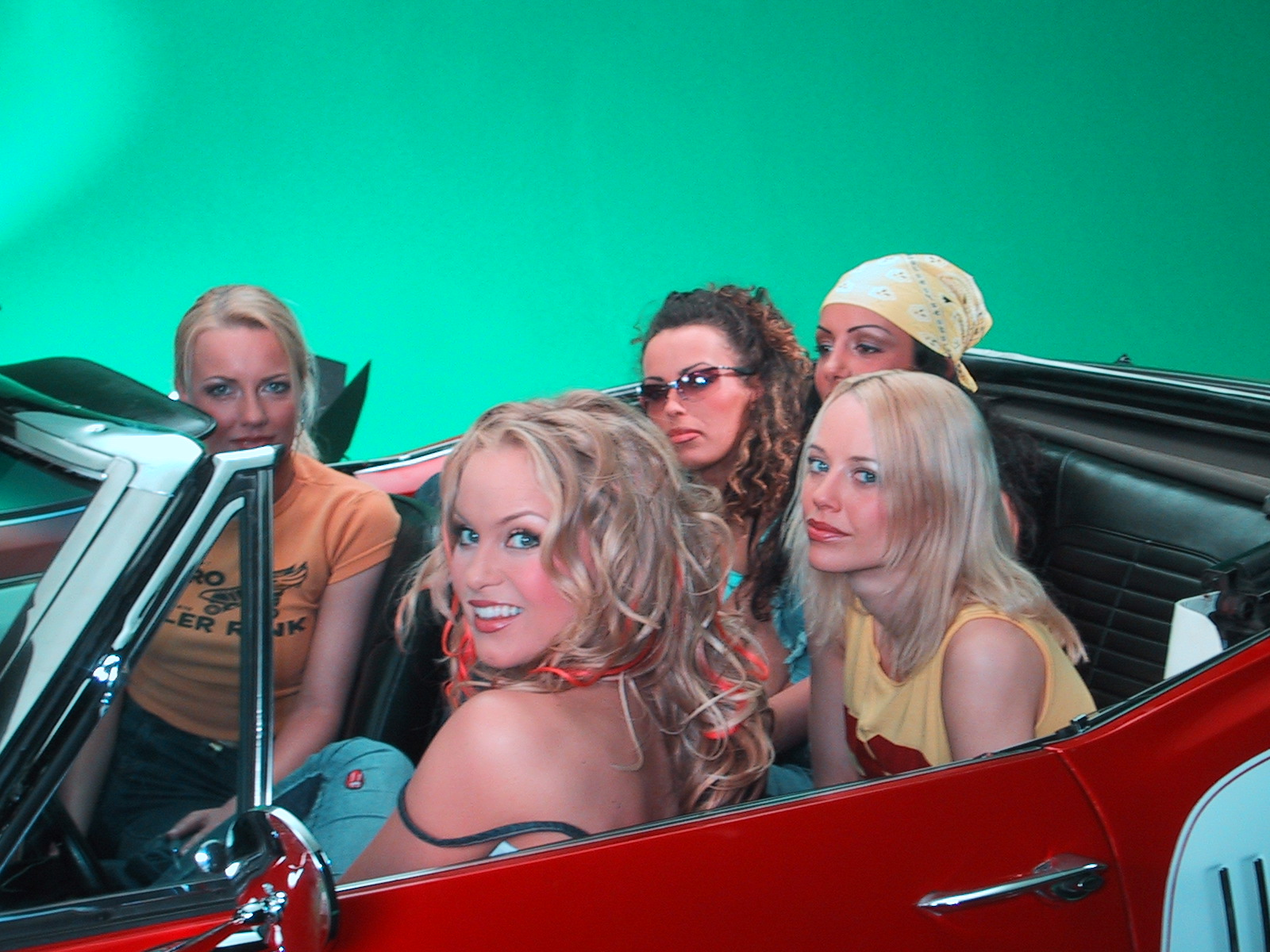
Rollergirl beim Videodreh von Close to You.

| Jahr | Titel                                            | Höchstplatzierung, Gesamtwochen, AuszeichnungChartsChartplatzierungen (Jahr, Titel, Platzierungen, Wochen, Auszeichnungen, Anmerkungen) | Anmerkungen                            |
| Jahr | Titel                                            | DE | Anmerkungen                            |
| ---- | ------------------------------------------------ | --- | -------------------------------------- |
| 1999 | Now I’m Singin’ … and the Party Keeps on Rollin’ | DE91 (1 Wo.)DE | Erstveröffentlichung: 6. Dezember 1999 |

### Singles
| Jahr | Titel Album                                                    | Höchstplatzierung, Gesamtwochen, AuszeichnungChartplatzierungen (Jahr, Titel, Album, Platzierungen, Wochen, Auszeichnungen, Anmerkungen) | Höchstplatzierung, Gesamtwochen, AuszeichnungChartplatzierungen (Jahr, Titel, Album, Platzierungen, Wochen, Auszeichnungen, Anmerkungen) | Höchstplatzierung, Gesamtwochen, AuszeichnungChartplatzierungen (Jahr, Titel, Album, Platzierungen, Wochen, Auszeichnungen, Anmerkungen) | Höchstplatzierung, Gesamtwochen, AuszeichnungChartplatzierungen (Jahr, Titel, Album, Platzierungen, Wochen, Auszeichnungen, Anmerkungen) | Anmerkungen                              |
| Jahr | Titel Album                                                    | DE | AT | CH | UK | Anmerkungen                              |
| ---- | -------------------------------------------------------------- | --- | --- | --- | --- | ---------------------------------------- |
| 1999 | Dear Jessie Now I’m Singin’ … and the Party Keeps on Rollin’   | DE13 (19 Wo.)DE | — | — | UK22 (4 Wo.)UK | Erstveröffentlichung: 12. Juli 1999      |
| 1999 | Luv U More Now I’m Singin’ … and the Party Keeps on Rollin’    | DE19 (10 Wo.)DE | — | CH75 (8 Wo.)CH | — | Erstveröffentlichung: 15. November 1999  |
| 2000 | Eternal Flame Now I’m Singin’ … and the Party Keeps on Rollin’ | DE40 (5 Wo.)DE | — | CH87 (1 Wo.)CH | — | Erstveröffentlichung: 3. April 2000      |
| 2000 | Superstar –                                                    | DE37 (8 Wo.)DE | AT27 (9 Wo.)AT | — | — | Erstveröffentlichung: 18. September 2000 |
| 2001 | Close to You –                                                 | DE70 (3 Wo.)DE | — | — | — | Erstveröffentlichung: 21. Mai 2001       |
| 2002 | Geisha Dreams –                                                | DE35 (9 Wo.)DE | AT24 (10. Wo.)AT | — | — | Erstveröffentlichung: 18. März 2002      |

Weitere Singles
- 2000: You Make Me Feel Like Dancing (nur in Dänemark erschienen)
- 2002: In the Name of Love (als Nicci Juice)
- 2003: Beautiful Day (mit technostars.de)

## Auszeichnungen für Musikverkäufe
| Goldene Schallplatte - Schweden - 2001: für die Single Superstar |

| Land/RegionAuszeichnungen für Musikverkäufe (Land/Region, Auszeichnungen, Verkäufe, Quellen) | Gold  | Platin | Verkäufe | Quellen              |
| -------------------------------------------------------------------------------------------- | ----- | ------ | -------- | -------------------- |
| Schweden (IFPI)                                                                              | Gold1 | —      | 15.000   | sverigetopplistan.se |
| Insgesamt                                                                                    | Gold1 | —      |          |                      |

## Sonstiges
Das Projekt „Rollergirl“ startete ursprünglich mit Julie Pecquet als Gesicht. Sie war nur im Video zu Dear Jessie sowie bei ersten öffentlichen TV-Auftritten zu sehen. Die Stimme kam dabei aber schon von Safft, welche sich anfänglich nicht dazu berufen fühlte, auf die Bühne zu gehen. Noch im selben Jahr wurde Pecquet jedoch von Safft abgelöst. Es gibt aus diesem Grund zwei Versionen des Videos zu Dear Jessie:
- Nightclub-Version (mit Julie Pecquet)
- Poolparty-Version (mit Nicole Safft alias Nicci Juice)